# Analyse syntaxique de surface
L'Analyse syntaxique de surface (ou « Analyse syntaxique superficielle » ; anglais shallow parsing ou light parsing) est une analyse syntaxique qui identifie les constituants d’une phrase (groupes nominaux, verbes…) sans spécifier leurs structures internes, ni leurs fonctions dans la phrase. Typiquement, l’analyse syntaxique de surface ne produit pas un arbre syntaxique complet.
C’est une technique très utilisée en traitement automatique du langage naturel, ainsi que dans le test de lisibilité de Flesch.